# Lise Skifte Lennert
Lise Skifte Lennert (geb. Skifte; * 7. Juni 1948 in Maniitsoq) ist eine grönländische Politikerin (Siumut), Lehrerin und Frauenrechtlerin.

## Leben
Lise Skifte ist die Tochter des Zimmerermeisters Vittus Skifte und seiner Frau Sara Sørensen. Am 18. Juli 1970 heiratete sie den Schulinspektor Hendrik Lennert (* 1945), Sohn von Karl Lennert und Johanne Isaksen.
Lise Skifte Lennert schloss 1970 eine Lehrerausbildung am Seminarium in Hellerup ab. Anschließend war sie zwei Jahre lang Lehrerin am grönländischen Internat in Ellekilde, bevor sie nach Grönland zurückkehrte. Dort war sie mit einer Fortbildungsunterbrechung 1977/78 bis 1991 als Lehrerin in Nuuk tätig. 1991 wurde sie zur Schulinspektorin des Qorsussuaq ernannt, was sie mit einer weiteren Fortbildung 1996/97 bis 1999 blieb.
Im Februar 1999 wurde sie zur Ministerin für Kultur, Bildung und Forschung im Kabinett Motzfeldt VII ernannt. Im September 2001 übernahm sie zudem das Kirchenressort von Alfred Jakobsen. Im Kabinett Motzfeldt VIII von Dezember 2001 bis Dezember 2002 hatte sie dasselbe Ministerium inne.
Lise Skifte Lennert engagierte sich aktiv in der Frauenbewegung. 1978 wurde sie Vorstandsmitglied im Zusammenschluss der Grönländischen Frauenvereinigungen. Von 1983 bis 1986 war sie Vorsitzende. Von 1986 bis 1991 war sie Vorsitzende des Gleichberechtigungsrats. Daneben war sie von 1983 bis 1985 Vorsitzende des Volksinformationsrats und von 1984 bis 1987 Mitglied des Alkoholrats. Von 1980 bis 1988 war sie Mitglied des Dänischen Gleichberechtigungsrats. Ab 1979 war sie Aufsichtsratsmitglied der Knud Rasmussenip Højskolia. 1980 gab sie anlässlich der Frauenkonferenz der Vereinten Nationen die Schrift Six of our Women heraus. Im selben Jahr war sie Mitautorin von Women in Denmark und Grønland 81. Sie war Herausgeberin der Bücher Arnatpeqataavugut und Kvinder i Grønland – sammen og hver for sig. Außerdem schrieb sie Zeitungs- und Zeitschriftenartikel über Frauenrechte in Grönland.